# Lepidopilum grevilleanum
Espèce
Classification phylogénétique
Statut de conservation UICN

 CR  : 
En danger critique
Lepidopilum grevilleanum est une espèce de plantes du genre Lepidopilum et de la famille des Pilotrichaceae.